# Gooikse Pijl 2023
La Gooikse Pijl 2023, ventesima edizione della corsa e valida come prova dell'UCI Europe Tour 2023 categoria 1.1, si svolse il 17 settembre 2023 su un percorso di 199 km, con partenza da Halle e arrivo a Gooik, in Belgio. La vittoria fu appannaggio del belga Jasper Philipsen, il quale completò il percorso in 4h19'53", alla media di 45,944 km/h, precedendo gli olandesi Olav Kooij e Dylan Groenewegen.
Sul traguardo di Gooik 121 ciclisti, dei 137 partiti da Halle, portarono a termine la competizione.

## Squadre e corridori partecipanti
| N.      | Cod. | Squadra                  |
| ------- | ---- | ------------------------ |
| 1-7     | ICW  | Intermarché-Circus-Wanty |
| 11-17   | ADC  | Alpecin-Deceuninck       |
| 21-27   | TJV  | Jumbo-Visma              |
| 31-37   | SOQ  | Soudal Quick-Step        |
| 41-47   | LTD  | Lotto Dstny              |
| 51-56   | COF  | Cofidis                  |
| 61-67   | JAY  | Team Jayco AlUla         |
| 71-77   | TFB  | Team Flanders-Baloise    |
| 81-87   | BWB  | Bingoal WB               |
| 91-97   | UXT  | Uno-X Pro Cycling Team   |
| 101-107 | HPM  | Human Powered Health     |

| N.      | Cod. | Squadra                     |
| ------- | ---- | --------------------------- |
| 111-117 | IPT  | Israel-Premier Tech         |
| 121-127 | GDM  | Materiel-Velo.com           |
| 131-137 | TIS  | Tarteletto-Isorex           |
| 141-146 | VWE  | VolkerWessels Cycling Team  |
| 151-157 | TDT  | TDT-Unibet Cycling Team     |
| 161-166 | MSA  | Motala AIF Serneke Allebike |
| 171-177 | SRT  | Scorpions Racing Team       |
| 191-197 | MET  | Metec-Solarwatt p/b Mantel  |
| 201-205 | VOS  | Voster ATS Team             |
| 211-217 | ABC  | Abloc CT                    |

## Ordine d'arrivo (Top 10)
| Pos. | Corridore          | Squadra     | Tempo    |
| ---- | ------------------ | ----------- | -------- |
| 1    | Jasper Philipsen   | Alpecin     | 4h19'53" |
| 2    | Olav Kooij         | Jumbo       | s.t.     |
| 3    | Dylan Groenewegen  | Jayco       | s.t.     |
| 4    | Gerben Thijssen    | Intermarché | s.t.     |
| 5    | Alexis Renard      | Cofidis     | s.t.     |
| 6    | Fabio Jakobsen     | Soudal      | s.t.     |
| 7    | Alexander Kristoff | Uno-X       | s.t.     |
| 8    | Tom Van Asbroeck   | Israel      | s.t.     |
| 9    | Cédric Beullens    | Lotto       | s.t.     |
| 10   | Milan Fretin       | Flanders    | s.t.     |